# Center Stage
Center Stage (pt: No Centro do Palco e br: Sob a Luz da Fama) é um filme de drama sobre um grupo de jovens bailarinos de várias origens que entram na Academia de Balé Americana (American Ballet Academy) (que pode ou não ter sido baseada na School of American Ballet em Nova Iorque), dirigido por Nicholas Hytner no ano de 2000. O filme explora assuntos e dificuldades no mundo da dança profissional. Este filme foi a estréia no cinema de Zoe Saldana e Amanda Schull.
O filme estreou na sexta posição nas bilheterias, faturando US$4,604,621 no primeiro final de semana. O filme arrecadou um total de US$26,385,941 em todo o mundo. O filme atualmente tem 43% de pontuação "Rotten", no Rotten Tomatoes.
Uma sequência, Center Stage: Turn It Up, estrelado por Rachele Brooke Smith, foi lançado pela primeira vez em cinemas na Austrália em 30 de outubro de 2008, e estreou nos Estados Unidos em 1 de novembro de 2008 no canal Oxygen.
Outra sequência Center Stage: On Pointe estreou no Lifetime em 25 de junho de 2016. O filme é estrelado pela ex-estrela de Dance Moms Chloe Lukasiak e conta com ex-alunos dos dois primeiros filmes que orientam uma nova geração de dançarinos.

## Sinopse
Após uma série de audições em todo o país, doze jovens bailarinos ingressam na American Ballet Academy (que é vagamente baseada na School of American Ballet). Eles trabalham duro, freqüentando aulas todos os dias durante semanas para torná-los os melhores dançarinos possíveis, e em preparativos para uma oficina de dança final que determinará os três garotos e três garotas que serão convidadas a participar da American Ballet Company (que parece ser baseado no American Ballet Theatre ou no New York City Ballet). O workshop também proporcionará uma oportunidade para os estudantes mostrarem seus talentos para outras companhias de balé em todo o país. Ganhar um papel de liderança no workshop é, portanto, essencial.
As tensões crescem entre Jonathan Reeves (Peter Gallagher), o coreógrafo e diretor da companhia, e Cooper Nielson (Ethan Stiefel), seu melhor dançarino, que também quer coreografar. Eles também têm problemas porque Kathleen Donahue (Julie Kent), ex-namorada de Cooper e colega dançarina, o deixou para se casar com Jonathan. A estudante de estrelas Maureen (Susan May Pratt), uma jovem com bulimia que parece pronta para o sucesso, descobre que a vida está passando quando conhece um estudante de medicina (Eion Bailey) que mostra a ela os méritos de uma vida sem balé, para o desânimo de sua mãe de palco controladora (Debra Monk), ela mesma uma bailarina fracassada e atual funcionária da ABC. A doce Jody Sawyer (Amanda Schull), apesar da falta de desenvolvimento, problemas com seu tipo de corpo e trabalho de pés, está determinada a dançar profissionalmente, mas parece cada vez menos provável, à medida que o filme progride, que ela será boa o suficiente. Os pais de Jody, Jonathan, Maureen e a professora de balé Juliette Simone (Donna Murphy) tentam convencer Jody a sair da dança e fazer faculdade. Jody se recusa a desistir de seu sonho de estar em uma companhia de balé profissional. A talentosa, mas inteligente Eva Rodriguez (Zoe Saldana; que teve Aesha Ash em seu lugar durante sequências mais complexas no filme) de Boston, adora dançar, mas parece destinada a ficar presa na parte de trás do corpo de dançarinos por causa de sua atitude ruim. Tensões também surgem entre Charlie (Sascha Radetsky), um estudante naturalmente talentoso e avançado de Seattle, e Cooper sobre Jody; Charlie tem uma queda por Jody, que teve uma noite de amor com Cooper e continua apaixonada por ele.
Apesar das objeções de Jonathan, Cooper coreografa um balé de música rock/pop para o workshop. Três balés são apresentados; Jonathan e outro coreógrafo criam os outros dois, respectivamente - no entanto, os dois balés mais "tradicionais" não são dançados para a música de balé. O primeiro (não mostrado, além das entradas da corporação e solista das alas) é a Sinfonia Italiana de Mendelssohn, enquanto o balé de Jonathan (coreografado por Christopher Wheeldon) está programado para ser o segundo concerto para piano de Rachmaninov. O balé de Cooper (coreografado por Susan Stroman) reflete a relação entre ele, Jonathan e Kathleen. Jody, Charlie e seu amigo gay Erik (Shakiem Evans) estão preparados para dançar os três papéis principais quando Erik torce o tornozelo em um ensaio final. Para os protestos de Jonathan e a apreensão de Jody, Cooper intervém para preencher o papel, e as tensões entre Jody, Charlie e Cooper se desenrolam no palco.
Após o último workshop, Cooper começa sua própria companhia de dança, para grande desgosto de Jonathan, já que a responsável pelo patrocínio de Cooper é uma viúva rica (interpretada por Elizabeth Hubbard) que Jonathan esperava doar para a American Ballet Company. Cooper pede a Jody para ser uma dançarina principal, já que seu estilo de dança, embora tecnicamente deficiente, é perfeito para sua companhia. Ele também pede para sair com ela, mas Jody o rejeita em favor de Charlie. Maureen decide desistir de balé, porque ela finalmente percebe que o balé é apenas algo que ela faz bem e não o que ela quer na vida. Ela decide frequentar uma universidade regular e também procurar ajuda para seu distúrbio alimentar.  Eva é escolhida por Jonathan para se juntar à prestigiosa American Ballet Company depois de provar seu valor na oficina - tomando secretamente o lugar de Maureen, quem teve a iniciativa, no balé de Jonathan. Namorado de Jody, Charlie e seus amigos Anna (a garota que sempre favorecida por Jonathan) e Erik também pedem para entrar na Companhia de Balé Americano, e Sergei (bailarino russa que também faz amizade com eles) junta-se com sua namorada na Companhia de Balé de São Francisco.

## Elenco
- Amanda Schull como Jody Sawyer
- Zoë Saldana como Evanna "Eva" Rodríguez
- Susan May Pratt como Maureen Cummings
- Peter Gallagher como Jonathan Reeves
- Debra Monk como Nancy Cummings
- Ethan Stiefel como Cooper Nielson
- Sascha Radetsky como Charles "Charlie" Sims
- Donna Murphy como Juliette Simone
- Julie Kent como Kathleen Donahue
- Ilia Kulik como Sergei
- Eion Bailey como James "Jim" Gordon
- Shakiem Evans como Erik "O. Jones" Jones
- Elizabeth Hubbard como Joan Miller
- Cody Green como Nicholas "Nick" Hoffman
- Mauricio Sanchez como dançarino no Salsa Club
- Julius Catalvas como instrutor
- Priscilla Lopez como professora de dança da Broadway

## Trilha sonora
1. Candy – Mandy Moore
2. I Wanna Be with You – Mandy Moore
3. First Kiss – i5
4. Don't Get Lost in the Crowd – Ashley Ballard
5. We're Dancing – P.Y.T.
6. Friends Forever – Thunderbugs
7. Get Ued To This – Cyrena
8. A Girl Can Dream – P.Y.T.
9. Cosmic Girl – Jamiroquai
10. Higher Ground – Red Hot Chili Peppers
11. Come Baby Come – Elvis Crespo and Gizelle D'Cole
12. The Way You Make Me Feel – Michael Jackson
13. If I Was The One – Ruff Endz
14. Canned Heat – Jamiroquai
15. I Wanna Be with You (Soul Soul Solution Remix) – Mandy Moore
16. 24 - Jem